# Clan Mizuno

Lo stemma (mon) del clan Mizuno

Il clan Mizuno (水野氏?, Mizuno-shi) fu un clan di daimyō del Giappone feudale che dichiarava di discendere da Minamoto no Mitsumasa e quindi dallo Seiwa Genji. 
Shigefusa, discendente di Mitsumasa, si stabilì nella provincia di Owari, dove la famiglia sarebbe rimasta per molti anni. Il figlio di Shigefusa, Shigekiyo, aiutò Minamoto no Yoritomo durante la guerra Gempei (1180-85) e in seguito fu trasferito a Mizuno, sempre nell'Owari. Il figlio di Shigekiyo, Kiyofusa, assunse per primo il nome di Mizuno. Durante il periodo sengoku i Mizuno furono coinvolto nella lotta per il potere, spesso contorta, sulla costa di Tokai, e diedero il loro sostegno alternativamente ai clan Imagawa, Matsudaira e Oda. Divennero una famiglia di servitori dei Tokugawa dopo il 1560, solo per servire in seguito i Toyotomi. Dopo la battaglia di Sekigahara (1600), essendosi schierati al fianco di Tokugawa Ieyasu, mantennero lo stato di daimyō con lo shogunato Tokugawa.

## Membri importanti del clan
- Mizuno Tadamasa (水野 忠政?; 1493-1543) conquistò successivamente i castelli di Okawa (Owari), Otaka (Owari) e Kariya (Mikawa). Ricostruì il castello di Kariya nel 1533. Fu il padre di Odai no kata, moglie di Matsudaira Hirotada e madre di Tokugawa Ieyasu.

- Mizuno Nobumoto (水野 信元?; 1506-1576) Figlio ed erede di Tadamasa. Ricevuto il titolo Shimotsuke no kami, nel 1543 abbandonò gli Imagawa, di cui era vassallo, per seguire Oda Nobuhide; questo allontanò i Matsudaira e Tokugawa da lui fino al giorno in cui si sono unirono tutti attorno a Oda Nobunaga. Dopo una lite con Sakuma Nobumasa, Nobumoto fu accusato da Nobunaga che diede ordine a Ieyasu di metterlo a morte: Ieyasu obbedì e mandò la testa di suo zio a Nobunaga.

- Mizuno Tadashige (水野 忠重?; 1541-1600) Figlio di Tadamasa e fratello di Nobumoto, alla morte di quest'ultimo fu scelto come erede del suo castello di Kariya (Mikawa). Servì Toyotomi Hideyoshi che gli assegnò il titolo di Izumi no kami e aumentò le sue entrate a 40.000 koku. Fu assassinato da Kaganoi Shigemochi durante una disputa subito prima della battaglia di Sekigahara.

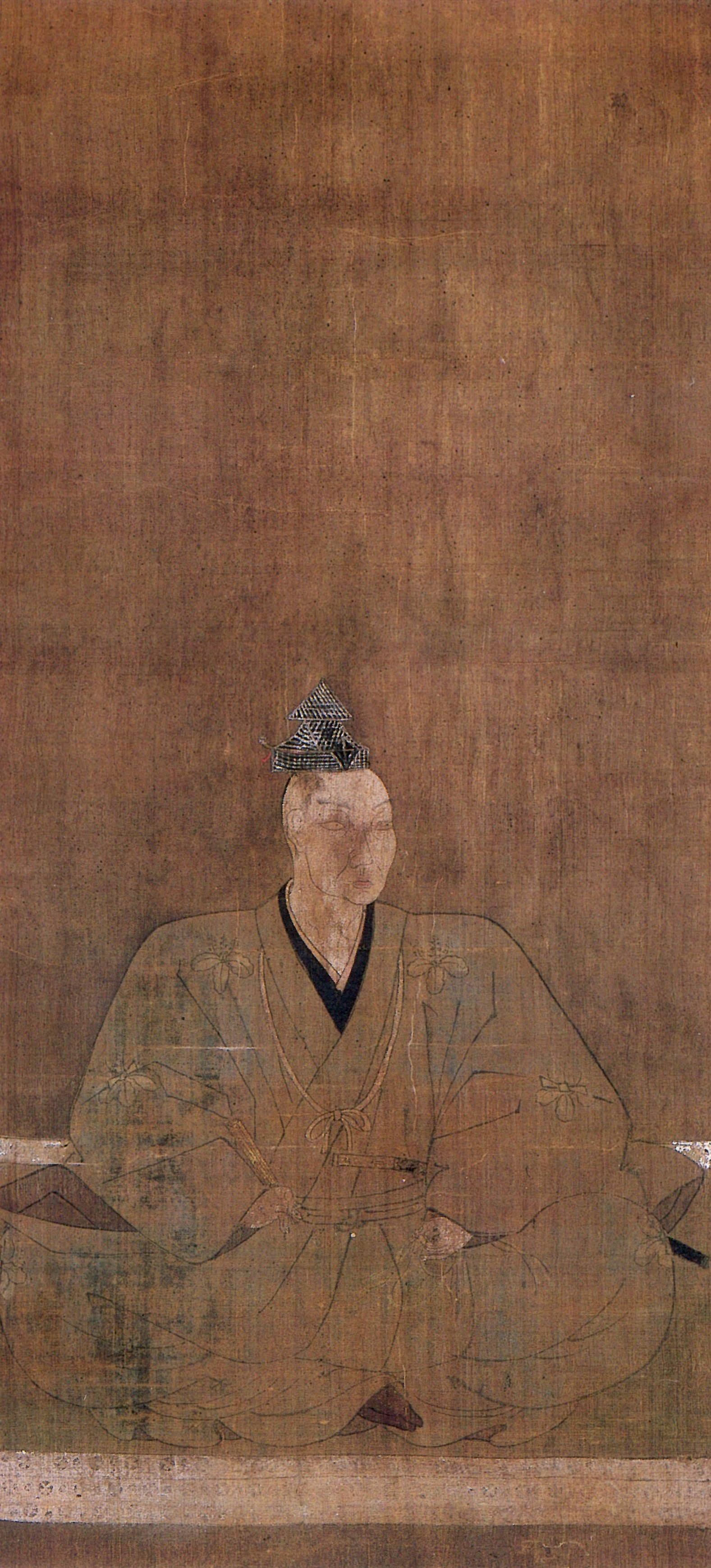
Mizuno Tadamasa

- Mizuno Katsushige (水野 勝成?; 1564-1651) Figlio ed erede di Tadashige. Partecipò alla campagna di Kyūshū (1587) sotto la guida di Sassa Narimasa. Durante l'Invasioni giapponesi della Corea (1592-1598) la sua condotta fu vergognosa. Passò dall'esercito di Konishi Yukinaga a quello di Katō Kiyomasa, poi a quello di Kuroda Nagamasa, di Miura Shigekatsu, ecc. Tornato in Giappone si schierò con Ieyasu, suo cugino, e gli fu dato il titolo di Hyūga no kami. Nel 1615 fu trasferito da Kariya a Koriyama (Yamato - 60.000 koku) Nel 1619 a Fukuyama (Bingo - 100.000 koku). Nel 1638, aiutò a reprimere la rivolta di Shimabara. Nel 1646 si fece rasare la testa e prese il nome di Sōkiū. Il suo lignaggio diretto si interrompe nel 1698. Un erede fu scelto per lui nella persona di uno dei suoi parenti, che nel 1703 ricevette il castello di Yuki (Shimōsa - 17.000 koku) dove rimasero fino al rinnovamento Meiji.